# The Sandman (wrestler)
James Fullington, detto Jim (Filadelfia, 16 giugno 1963), è un wrestler statunitense, noto per aver lottato nella Extreme Championship Wrestling con lo pseudonimo The Sandman.

## Carriera
Fullington debuttò nel mondo del wrestling lottando nella Tri-State Wrestling Alliance, federazione della zona di Filadelfia.

### Extreme Championship Wrestling (1992-1999)
Nell'aprile del 1992 debuttò nella Eastern Championship Wrestling, in seguito rinominata Extreme Championship Wrestling, con il ring name The Sandman. Dopo un breve periodo nel quale la gimmick di Sandman era in fase di stallo, Tod Gordon suggerì a Fullington di modificare il personaggio: il wrestler accettò, e nel 1994, durante il suo feud con Tommy Cairo, iniziò a comparire sul ring con un bastone da Kendo.
Durante il suo primo stint in ECW, Sandman feudò con diversi wrestler, tra cui Tommy Dreamer, Cactus Jack, Shane Douglas, The Public Enemy, Raven, Sabu e i Dudley Boyz.
Sandman conquistò l'ECW Championship per 5 volte, stabilendo così il record del lottatore che ha posseduto più volte l'alloro massimo.
- Vinse l'ECW Heavyweight Championship da Don Muraco il 16 novembre 1992
- Sconfisse Shane Douglas per il titolo ECW il 15 aprile 1995
- Il regno successivo giunse quando sconfisse Mikey Whipwreck e Steve Austin in un 3-Way Dance il 9 dicembre 1995
- Il 5 ottobre 1996, sconfisse Stevie Richards, che stava difendendo il titolo per Raven, vincendo così per la quarta volta l'ECW World Title
- Il quinto ed ultimo regno titolato giunse il 7 gennaio 2001 quando batté Steve Corino e Justin Credible all'ultimo pay-per-view ECW, Guilty as Charged in a Tables, Ladders, Chairs, and Canes match.

Egli, inoltre, fece coppia con 2 Cold Scorpio diventando così ECW World Tag Team Champions nel tardo 1995.

### World Championship Wrestling (1999)
Nel 1999, Fullington si unì alla World Championship Wrestling (WCW). Apparve per la prima volta in una "vignette" definendo Raven come un ricco ragazzino viziato e Fullington come il suo prossimo (preppy neighbor), anche se i piani originali per debuttare sotto questa gimmick erano di raccogliere dai fan una reazione negativa. Successivamente, debuttò con il ring name Hak.
Nel suo breve periodo nella federazione di Atlanta, Hak fu maggiormente partecipe a vari angle assieme ai discepoli della ECW: Raven, Bam Bam Bigelow e la sorella di Raven, Chastity (kayfabe), con cui iniziò una relazione sugli schermi dopo che lei tradì Raven.
La sua presenza aiutò, inoltre, a rinforzare la divisione di atleti "Hardcore" della federazione. La WCW iniziò, così, a promuovere l'Hardcore Wrestling all'interno del proprio prodotto utilizzando wrestler come Hak e Bigelow.

### Ritorno in ECW (1999-2001)
Dopo aver lasciato la WCW nel tardo 1999, The Sandman ritornò alla ECW rimanendo nella compagnia fino al suo fallimento nel marzo 2001. Il 7 gennaio 2001, al Hammerstein Barloom Arena di New York, batté Steve Corino e Justin Credible nell'ultimo PPV ECW, Guilty as Charged, vincendo così il suo ultimo titolo mondiale nella federazione di Filadelfia. Tuttavia, dopo la vittoria di Sandman, l'ECW World Television Champion Rhino venne sul ring e sfidò il campione ad un match non previsto. The Sandman accettò la sfida e dopo 60 secondi di match, Rhino sconfisse The Sandman e diventò ECW World Heavyweight Champion fondendo, così, il titolo TV e quello mondiale in una sola cintura.

### Extreme Pro Wrestling (2001-2002)
Dopo la chiusura della ECW, Fullington si accasò alla Extreme Pro Wrestling per un po' di tempo. Nel suo stint nella federazione, riuscì a conquistare l'XPW World Heavyweight Championship per una volta, sconfiggendo Johnny Webb, e anche l'XPW King of the Deathmatch Championship. In un paio di occasioni, Sandman fu accompagnato sul quadrato dall'ex valletta della World Championship Wrestling Tylene Buck.
Inoltre, Fullington lottò anche nella 3PW.

### Total Nonstop Action (2002-2003)
Tra il 2002 e il 2003, The Sandman lottò nella Total Nonstop Action e si unì agli ex wrestler ECW Raven, Justin Credible, New Jack e Perry Saturn per formare una stable chiamata Team Extreme e successivamente Extreme Resolution. Ha combattuto anche in un Hard 10 Tournament dove prende parte ad una piccola rivalità contro Sonny Siaki prima di vincere l'evento.

### World Wrestling Entertainment (2005-2007)
Si può dire che il suo debutto nella World Wrestling Federation (WWF) è avvenuto nel 1996 al PPV In Your House 10: Mind Games tenutosi a Filadelfia, dove lui e altri atleti ECW hanno causato disturbo a bordo ring. Questo evento segnò l'inizio della relazione on screen tra la WWF di Vince McMahon e la ECW di Paul Heyman, che allo stesso tempo condusse all'apparizione della ECW il 24 febbraio 1997 a Monday Night Raw.
Nel 2005, Sandman partecipò all'"ECW reunion show" Hardcore Homecoming contro il suo rivale di sempre, Raven. Due notti più tardi apparì nel PPV ECW One Night Stand, un altro show all'insegna dell'ormai defunta federazione Hardcore. Nel Main Event dello show, Sandman fa coppia con Tommy Dreamer e affronta i Dudley Boyz. Sandman e Dreamer perdono l'incontro dopo che i Dudleys lanciano Dreamer con una Powerbomb attraverso un tavolo infuocato.

#### Roster ECW
Nel 2006, prima di One Night Stand, The Sandman fece diverse apparizioni promozionali nei programmi WWE: per prima cosa apparì con altre stelle ECW a Raw attaccando John Cena e poi, 2 sere dopo, a WWE vs. ECW Head to Head prendendo parte ad una Battle Royal, nel quale si può affermare che sia stato l'ultimo ECW Original eliminato. Durante One Night Stand, Eugene compie il suo ingresso nel quadrato per leggere il poema che esprime il suo amore per la ECW, ma The Sandman giunge sul quadrato e, una volta faccia a faccia con Eugene, prese quest'ultimo a colpi di Kendo sulla schiena. Sandman ricevette una grande ovazione dai fan a One Night Stand, ma le sue azioni furono condannate da Jim Ross e Jerry Lawler la notte dopo a Raw, facendolo apparire come heel nello show rosso ma come face alla ECW.
Il 13 giugno 2006, la WWE rilanciò ufficialmente la ECW come un brand, insieme a Raw e SmackDown!, sul canale Sci Fi Channel. Nella nuova ECW, The Sandman nelle prime settimane venne usato come personaggio che entrava dal pubblico ogni qualvolta un wrestler sconosciuto dalla gimmick No-Extreme stava annoiando gli spettatori. Una volta che il wrestler sconosciuto parlava per diversi secondi, Sandman appariva e distruggeva il malcapitato con la sua Kendo Stick; spesso chiudeva i match con la sua manovra risolutiva, il White Russian Legsweep.
Questa gimmick iniziò a farsi da parte quando Sandman iniziò la sua battaglia contro Mike Knox, il quale era solito arrivare in scena per fermare ogni esibizione della sua ragazza, Kelly Kelly, nel bel mezzo dei suoi strip settimanali. Durante la sua rivalità, Sandman fece anche coppia con un altro ECW original, Tommy Dreamer, contro Knox e Test in una faida che segnò lo scontro tra la ECW originale (Sandman e Dreamer) e quella nuova (Knox e Test). Sandman iniziò, contemporaneamente, un'altra rivalita con Matt Striker, il quale si unì a Knox e Test.
Dopodiché, The Sandman cominciò a fare apparizioni sempre più ridotte, il più delle volte saltando fuori dalla folla quando veniva compiuta qualche ingiustizia. Dopo una breve faida con Elijah Burke, divenne membro degli ECW Originals e qui ebbe iniziò la rivalità con la stable rivale, il New Breed. Il 1º aprile 2007, a WrestleMania 23 fece coppia con RVD, Sabu e Dreamer sconfiggendo Marcus Cor Von, Burke, Striker e Kevin Thorn. Il 16 maggio, Sabu fu licenziato dalla WWE e poco dopo Rob Van Dam si prese una pausa dal wrestling lottato, lasciando Sandman e Tommy Dreamer da soli nel proseguire la loro faida con il New Breed. Ad ogni modo, Sandman e Dreamer fecero coppia con CM Punk in diverse occasioni, anche perché pure Punk aveva un conto aperto col New Breed. Nell'edizione dello show ECW del 4 giugno, Sandman, Tommy Dreamer e Balls Mahoney hanno affrontato e perso contro Bobby Lashley in un Hardcore Handicap Match 3 vs. 1.

#### Passaggio a Raw
Il 17 giugno 2007, Sandman entrò a far parte del brand di Raw per via della WWE Supplemental Draft, diventando così il primo ECW Original in assoluto a cambiare roster dalla rinascita della ECW. Nell'edizione di Raw del 18 giugno, Sandman debuttò provando ad assalire Carlito con la sua Singapore Cane dopo che il caraibico aveva detto qualche parola di troppo. Nell'edizione del 2 luglio, ebbe il suo primo match nello show rosso affrontando Carlito. Quest'ultimo vinse il match per squalifica quando Sandman lo colpì con la sua mazza da Kendo dopo che lo stesso Carlito provò ad utilizzarla contro l'icona Hardcore. Questo fece iniziare una rivalità tra i 2. La settimana dopo, Sandman compì la medesima operazione e perse ancora una volta per squalifica contro William Regal, dopo aver colpito con la sua fedele Kendo Stick sia l'inglese che Carlito. La settimana successiva, Sandman affrontò nuovamente Carlito, questa volta vincendo dopo che Regal lo assalì; The Sandman, però, venne salvato da "Hacksaw" Jim Duggan (che ha affrontato Regal la stessa sera) quando questi irruppe sul quadrato. A The Great American Bash perse contro Carlito in un Singapore Cane on a Pole Match. Dopodiché, perse anche la Battle Royal per determinare il nuovo General Manager di Raw: Sandman era l'ultimo rimasto nel ring ma in realtà William Regal, che aveva finto un infortunio, aspettò la fine del match da fuori ring e quando vi tornò fu proprio Sandman ad essere fregato dall'inglese.
Il suo ultimo incontro a Raw è stato il 10 settembre contro Santino Marella, vincendo per DQ. Sandman si infortunò alla caviglia durante il match mancando uno spot.
L'11 settembre, la WWE rescisse il contratto dopo il tour in Sudafrica dopo alcune incomprensioni col management sul volo di ritorno.

### Circuito indipendente (2007-presente)
The Sandman apparve allo show di ritiro di Ian Rotten a Plainfield (Indiana) il 7 dicembre 2007, perdendo contro Drake Younger. La notte dopo, ad Elizabeth all'International Wrestling Cartel's A Call To Arms 4: Sandman sconfisse Dennis Gregory in uno Steel Cage Match e vinse così l'IWC Heavyweight Championship. Il 3 gennaio 2008, durante l'evento della All Entertainment Action Wrestling Crucifix Bombardment 2008, Sandman sconfisse "The Raging Rhino" Hans Wilkshire in un Hardcore Match vincendo i vacanti AEAW American Heavyweight Championship e AEAW Hardcore Wrestling Championship. Il 25 ottobre 2014 Sandman e Tommy Dreamer sconfissero Damien Darling e Danny Demanto. Il 2 luglio 2016 perse un cage match con Sabu. Nel marzo 2017 lottò insieme a New Jack e Justin Credible nel corso di uno show ECPW.

### Total Nonstop Action (2010)
Torna ad iMPACT il 5 agosto come membro di EV2.0, salvando i membri della fazione da Abyss. Dopo alcune ulteriori apparizioni non ha più combattuto in TNA e ed è tornato sulla scena indipendente.

## Personaggio

### Mosse finali
- White Russian Legsweep (Russian Legsweep con l'utilizzo di una Kendo Stick sul collo del rivale)
- Rolling Rock (Senton bomb, spesso eseguita su una scala posta sull'addome dell'avversario)
- Snap DDT (eseguita di solito su una sedia o su del filo spinato)
- Black Russian Legsweep (Russian Legsweep con l'utilizzo di uno sledgehammer sul collo del rivale)

### Soprannomi
- "Ambassador of Extreme"
- "Hardcore Icon"
- "Extreme Icon"
- "ECW Original"
- "King of Extreme"

### Manager
- Peaches/Lori Fullington
- Woman
- Missy Hyatt
- Beulah McGillicutty
- Chastity
- Veronica Caine
- Allison Danger
- Tylene Buck
- G.Q. Money
- Rob Van Dam
- Tommy Dreamer
- Sabu

### Musiche d'ingresso
- Surfin' USA dei Beach Boys (ECW)
- Big Shot di Billy Joel (ECW)
- The Bitch Is Back di Elton John (ECW)
- Enter Sandman dei Metallica (ECW)
- Enter Sandman dei Motörhead (ECW)
- Nightmare di Jim Johnston (WWE)
- Sandman Returns di Dale Oliver (TNA)

## Titoli e riconoscimenti
All Entertainment Action Wrestling
- AEAW American Heavyweight Championship (1)
- AEAW Hardcore Wrestling Championship (1)

Eastern Championship Wrestling/Extreme Championship Wrestling
- ECW Championship (5)1
- ECW Tag Team Championship (1 - con 2 Cold Scorpio)

Frontier Martial-Arts Wrestling
- WEW World Tag Team Championship (1 - con Kodo Fuyuki)

Future of Wrestling
- FOW Hardcore Championship (1)

International Wrestling Cartel
- IWC Heavyweight Championship (1)

Stars and Stripes Championship Wrestling
- SSCW Heavyweight Championship (1)

Total Nonstop Action Wrestling
- TNA Hard 10 Tournament (2003)

USA Pro Wrestling
- USA Pro United States Championship (1)

Universal Wrestling Federation
- UWF Universal Heavyweight Championship (1)

Westside Xtreme Wrestling
- wXw Hardcore Championship (1)

Xtreme Pro Wrestling
- XPW King of the Deathmatch Championship (1)
- XPW World Heavyweight Championship (1)

Pro Wrestling Illustrated
- 250º tra i 500 migliori wrestler nella PWI Years (2003)

1Il primo regno di Sandman avvenne mentre la promotion era ancora affiliata con la NWA: la federazione era nota come Eastern Championship Wrestling e la cintura non era ancora considerata un titolo mondiale.